# Arkadi Iossifowitsch Waksberg
Arkadi Iossifowitsch Waksberg (russisch Аркадий Иосифович Ваксберг, wiss. Transliteration Arkadij Iosifovič Vaksberg; auch: Arkady Vaksberg, Arkadij Vaxberg; Arkadi Wachsberg; * 11. November 1927 in Nowosibirsk; † 8. Mai 2011 in Moskau) war ein russischer Publizist.

## Leben
Waksberg studierte an der Lomonossow-Universität in Moskau Jura und schloss 1952 mit der Promotion ab. Er arbeitete zunächst als Rechtsanwalt. Erste Buchpublikationen 1961. Waksberg schrieb ab 1973 für die Wochenzeitung Literaturnaja gaseta (deutsch: Literaturzeitung), ab 1996 war er ihr Korrespondent in Paris. Waksberg war Vize-Präsident des Russischen P.E.N.-Zentrums. 1995/96 war Waksberg Fellow des Wissenschaftskollegs zu Berlin. Er starb im Mai 2011 in Moskau, seine Grabstätte findet sich dort auf dem Friedhof Wostrjakowo.

## Werk
Waksberg gehörte zu den prägenden Köpfen der sowjetischen Publizistik, seine Essays und Artikel trugen wesentlich zum Ruf der Literaturnaja gaseta als einer, wenn nicht oppositionellen, so doch wenig linientreuen Zeitung bei. Einem breiten Publikum bekannt wurde er durch seine Reportagen über Strafprozesse. Er griff häufig soziale Missstände auf oder prangerte Korruption und Ungerechtigkeiten an. Dies gilt auch für seine Drehbücher, von denen mehrere als Vorlage für sowjetische Spielfilme mit gesellschaftskritischem Inhalt dienten. Seine Bücher schrieb Waksberg im Stil der in Russland populären „dokumentarischen Prosa“, zu deren führenden Vertretern er zählt.
Mit dem Zusammenbruch der Sowjetunion und der darauf folgenden, mittlerweile wieder stark eingeschränkten Öffnung der Staatsarchive, wandte er sich historischen und historisch-literarischen Themen zu. Auf der Grundlage der Akten der sowjetischen Geheimpolizei GPU, später NKWD, widmete er sich besonders dem Schicksal von Künstlern und Schriftstellern in der Stalin-Zeit, darunter Lilja Brik, Maxim Gorki, Michail Kolzow und Wladimir Majakowski, sowie einigen führenden Köpfen des Repressionsapparats, darunter Andrei Wyschinski und Lew Scheinin. Selbst aus einer jüdischen Familie stammend, publizierte er eine Monographie sowie zahlreiche Aufsätze zur Repression der Juden in der Sowjetunion. Er sah sich deshalb Angriffen aus dem nationalistischen Lager in Russland ausgesetzt. Sein letztes Werk ist ein Interviewband über vor dem bolschewistischen Regime geflohene russische Schriftsteller im Pariser Exil in der Zwischenkriegszeit, darunter Iwan Bunin und Vladimir Nabokov.

## Werke (Auswahl)
- Gnadenlos. Andrei Wyschinski – der Handlanger Stalins. 1991, ISBN 3-7857-0581-6.
- Die sowjetische Mafia. Organisiertes Verbrechen in der Sowjetunion. 1992, ISBN 3-492-03539-6.
- Die Verfolgten Stalins – aus den Verliesen des KGB. 1993, ISBN 3-499-19633-6.
- Stalin Against the Jews. 1997, ISBN 0-517-17915-6.
- The Murder of Maxim Gorky: A Secret Execution. 2007, ISBN 978-1-929631-62-9.
- Le laboratoire de poisons: De Lenine à Poutine. 2007, ISBN 978-2-283-02159-0.

## Anmerkung
1. ↑  Für das Geburtsjahr 1927 sprechen russische Lexika (kino-teatr, rujen.ru), ferner IMDb, Find a Grave und etliche Nachrufe (Literaturnaja gazeta, Echo Moskvi, vesti.ru, Le Monde, Svenska Dagbladet) – auch der Grabstein nennt 1927 (moscow-tombs). 1933 ist als Geburtsjahr bei GND, LCCN und Bolschaja Biografitscheskaja Enziklopedija vermerkt. Bei VIAF, WorldCat und Evreiski Mir finden sich jeweils beide Jahre 1927 und 1933.